# Букрино (Рязанская область)
Букрино — село в Рязанском районе Рязанской области России, входит в состав Искровского сельского поселения. 

## Население
| 1859 | 1897  | 1906  | 2010 |
| ---- | ----- | ----- | ---- |
| 683  | ↗1023 | ↗1190 | ↘83  |

## История
Первые упоминания о селе находятся в Писцовой книге Рязанского края за 1594—1597 года, указана сельская церковь, вероятно, деревянная.
В 1637 году село было пожаловано царём Михаилом Фёдоровичем Антонию, Архиепископу Рязанскому: «В Каменском стану архиепископа вотчина село Букрино…». В жалованной грамоте упоминается уже каменная церковь Рождества Христова в селе.
В 1676 году при церкви Рождества Христова было десять четвертей церковной пашни в поле, сенные покосы. В селе и в приписанных к нему деревнях было 116 дворов. В селе находился двор митрополита Рязанского и Муромского преосвященного Иосифа, а также двор настоятеля церкви.
К 1739 году в селе и в деревнях Гребенёвой, Пузовой и Епихиной число дворов несколько снизилось — до 111.
В 1747 году была перестроена колокольня Христорождественской церкви, а в 1749 году сам храм был перестроен. В 1780 году храм был перестроен ещё раз и освящён рязанским священником Тихоном. В 1847 году храм был расширен, покрыт тесом и обит железом, заново выстроена колокольня.
С образованием в 1778 году Пронского уезда, село Букрино вошло в его состав как центр Букринской волости. К 1880 году Христорождественский приход являлся одним из самых больших приходов в уезде, в него входили село Букрино с 140 дворами, деревня Гребнево с 131 двором и деревня Епихино с 85 дворами, в которых числилось 1208 жителей мужского и 1306 женского пола.
В 1944—1956 годах Букрино было центром Букринского района.
В настоящее время у восточного въезда в село выделяются участки для строительства домов многодетными семьями.

## Достопримечательности
Церковь (по праздникам проводятся службы), клуб (сгорел в январе 2020 года).